# Aryan Brotherhood
Aryan Brotherhood (også kendt som AB, Alice Baker eller The Brand) er en amerikansk nynazistisk fængselsbande, der har ca. 15.000 medlemmer i og uden for fængslerne. Blandt bandens arvefjender er The Bloods og The Crips.
Banden er udpræget højreekstremistisk, optager kun hvide medlemmer og var en af de første, der arbejdede med "Blood in, blood out"-princippet, der indebærer, at man må slå en fjende ihjel for at kunne blive medlem, og at man er medlem for livstid. Hvis et medlem ønsker at melde sig ud, bliver vedkommende slået ihjel. Ifølge FBI udgør bandens medlemmer mindre end en procent af fangerne i amerikanske fængsler, men tegner sig for op til 18 procent af mordene. Blandt gruppens øvrige aktiviteter er sammensværgelser, afpresning samt smugling af og handel med våben og narkotika.